# Nicole Gale Anderson
Nicole Gale Anderson (Rochester, 1990. augusztus 29. –) amerikai színésznő.
Legismertebb alakítása Macy Misa a 2009 és 2010 között futott Jonas című sorozatban. A Ravenswood, az elátkozott város című sorozatban is szerepelt.

## Fiatalkora
Apja amerikai származású és az Egyesült Államok haditengerészetének parancsnokaként szolgált, édesanyja pedig filippínó származású. Gyermekként országos tornaversenyeken nyert, de sérülései miatt visszavonult.  Ösztöndíjat kapott a georgiai Barbizon Modeling and Acting School tanulójaként.  A felvétel után kezdett el komolyabban foglalkozni a színészettel.

## Pályafutása
Első komolyabb szerepe a Jonas című sorozatban volt. 2012 márciusában szerepet nyert A szépség és a szörnyeteg című televíziós sorozatban. 2013 májusában csatlakozott a Ravenswood, az elátkozott város című sorozat stábjához.

## Magánélete
2018 januárjában feleségül ment Roberto Paniaguhoz. 2020 júliusában megszületett a lányuk.

## Filmográfia

### Filmek
| Év   | Magyar cím        | Eredeti cím         | Szerep                        | Magyar hang |
| ---- | ----------------- | ------------------- | ----------------------------- | ----------- |
| 2018 | Esküvő újratöltve | The Wedding Do Over | Abby Anderson                 |             |
| 2014 |                   | Never               | Meghan                        |             |
| 2012 |                   | Red Line            | Tori                          |             |
| 2012 |                   | Lukewarm            | Jessie                        |             |
| 2011 | Bajos csajok 2.   | Mean Girls 2        | Hope Plotkin                  |             |
| 2010 |                   | Accused at 17       | Bianca Miller                 |             |
| 2008 | Modern tündérmese | Princess            | Jitterbug / Calliope hercegnő |             |

### Televíziós szerepek
| Év        | Magyar cím                      | Eredeti cím         | Szerep           | Megjegyzések                          |
| --------- | ------------------------------- | ------------------- | ---------------- | ------------------------------------- |
| 2012–2016 | Ravenswood, az elátkozott város | Ravenswood          | Miranda Collins  | főszereplő magyar hangja Lamboni Anna |
| 2013      | Hazug csajok társasága          | Pretty Little Liars | Miranda Collins  | 1 epizód                              |
| 2012–2016 | A szépség és a szörnyeteg       | Beauty & the Beast  | Heather Chandler | főszereplő magyar hangja Gulás Fanni  |
| 2011      | Ringer – A vér kötelez          | Ringer              | Monica Reynolds  | 1 epizód                              |
| 2011      | Happy Endings – Fuss el véle!   | Happy Endings       | Madison          | 1 epizód                              |
| 2010      | Jonasék Los Angelesben          | Jonas L.A.          | Macy Misa        | főszereplő magyar hangja Csuha Bori   |
| 2009      |                                 | Imagination Movers  | Cinderella       | 1 epizód                              |
| 2009–2010 |                                 | Cashing In          | Chrissy Eastman  | mellékszereplő                        |
| 2009–2012 |                                 | Make It or Break It | Kelly Parker     | mellékszereplő                        |
| 2009      | Jonas                           | Jonas               | Macy Misa        | főszereplő magyar hangja Csuha Bori   |
| 2007      | iCarly                          | Naturally, Sadie    | Tasha            | 1 epizód                              |
| 2007      | Hannah Montana                  | Hannah Montana      | Marissa Hughes   | 1 epizód                              |
| 2007      | Zoey 101                        | Zoey 101            | Maria            | 1 epizód                              |
| 2003      | Nincs mese                      | Unfabulous          | pompom lány      | 1 epizód                              |